# Impler

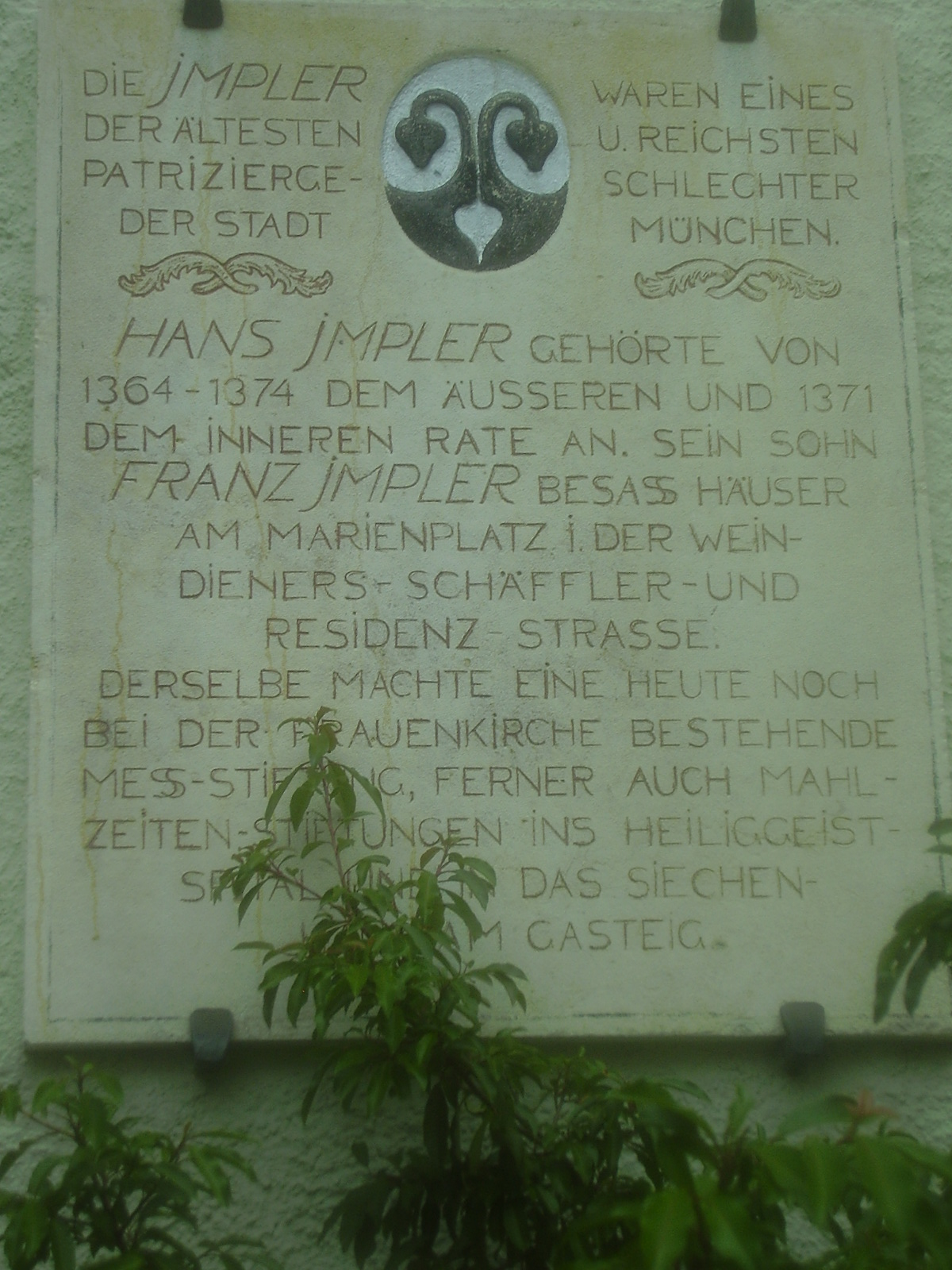
Marmortafel an der Volksschule an der Implerstraße
(oben mittig das Familienwappen)

Impler ist der Name eines alten süddeutschen Patriziergeschlechts, dessen Angehörige insbesondere in München zu den wohlhabendsten Familien im späten Mittelalter zählten. Nach der Familie Impler ist in München eine Hauptstraße (Implerstraße) im Stadtteil Sendling benannt.
Die Familie Impler ist heute hauptsächlich in der Gegend Au bei Bad Aibling (historisch Au vorm Gebirg) beheimatet.

## Namhafte Familienangehörige
- Johann(es) „Hans“ Impler († 1385) war Tuchhändler und Ratsherr. Von 1364 bis 1374 gehörte er dem äußeren Stadtrat an und 1371 dem inneren Stadtrat. Er wurde beim Bürgeraufstand gegen die Herzöge Stephan III. den Kneißl und Friedrich von den Aufständischen gefoltert und am Schrannenplatz (heutiger Marienplatz) geköpft, die ihn offensichtlich zu Unrecht für die hohe Steuerbelastung alleinverantwortlich gemacht hatten. Dieses Ereignis ging in die Münchner Stadtgeschichte unter der Bezeichnung „Impleraufstand“ ein.
- Franz Impler (gest. um 1398/99), Sohn von Hans Impler, Münchner Hausbesitzer und Stifter, Mitglied der Stadtkammer. Seine Erben zahlten noch bis 1405 Steuern. Danach verschwand der Name Impler aus der Münchener Stadtgeschichte.